# Ivan Sesar
Ivan Sesar (ur. 29 sierpnia 1989) – bośniacki piłkarz grający na pozycji pomocnika. Obecnie jest zawodnikiem Elazığsporu.
W 2012 roku zadebiutował w reprezentacji Bośni i Hercegowiny.